# 동촌성당
동촌성당은 대한민국의 대구광역시 동구 해동로 213 (검사동)에 위치한 천주교 대구대교구 제2대리구 1지역의 성당이다. 1957년 9월 26일에 설립하였다.

## 교통편
- 대구 도시철도 1호선 동촌역

## 같이 보기
- 천주교 대구대교구